# Stilton (sir)
Stilton je angleški sir s plemenito plesnijo.

## Značilnosti
Stilton je narejen iz kravjega mleka in ima okoli 35 % delež maščob ter okoli 23 % delež beljakovin. Starajo ga približno devet tednov, v drugi polovici zorenja pa mu dodajo bakterije plesni Penicillium roqueforti, ki mu da značilen modri vzorec, prepreden skoraj vse do skorje. V primerjavi z drugimi siri so hlebi stiltona dokaj visoki in težki od 2,5 do 8 kilogramov. Njegova skorja je groba in spominja na drevesno lubje. Okus spominja na staro usnje, temno čokolado ter pikanten okus modre plesni, s pridihom okusa belega vina in začimb. 
Obstajata dve vrsti sira stilton, bolj znani modri in manj znani beli stilton. Beli stilton je različica sira, izdelanega po enakem postopku, le da ta ni okužen z bakterijo plesni in zato nima modrih vzorcev.

## Proizvodnja
Oba sira sta bila zaščitena s strani Evropske komisije, pod tem imenom pa ju lahko izdelujejo samo v treh angleških grofijah; Derbyshire, Leicestershire in Nottinghamshire. Trenutno je v celotni Angliji le šest sirarn, ki izdelujejo stilton, vse pa delujejo pod strogim nadzorom neodvisnih inšpekcijskih služb, ki zagotavljajo, da se tam upošteva Evropski standard EN 45011. Pet od teh šestih sirarn obratuje v Vale of Belvoir, točneje v vaseh Colston Bassett, Cropwell Bishop in Long Clawson, na meji med grofijama Nottinghamshire in Leicestershire. Edina sirarna izven tega območja deluje v vasi Hartington v Derbyshiru.

### Kriteriji
Da bi se sir smel imenovati modri stilton mora:
- biti izdelan v eni izmed treh omenjenih grofij iz lokalnega mleka, ki mora biti pred uporabo pasterizirano.
- biti izdelan v tradicionalni valjasti obliki.
- imeti lastno izdelano skorjo ali prevleko.
- biti izdelan brez stiskanja mladega sira.
- imeti modre žile, ki se širijo iz osrednjega dela.
- imeti mora za sir stilton značilen okus.

## Zgodovina
Ironično je, da v vasi Stilton village, ki je dala siru ime, danes sira s tem imenom ne morejo izdelovati, saj spada pod grofijo Cambridgeshire. Sirar, ki je zaslužen za slavo sira stilton je bil Cooper Thornhill, lastnik gostilne Bell Inn na Great North Road, v vasici Stilton. Leta 1730 je Thornhill na obisku na eni izmed leicestershirskih kmetij odkril zanimiv moder sir, ki mu je bil izjemno všeč. S kmetijo je takoj podpisal dogovor, ki je njegovi gostilni zagotavljal ekskluzivne pravice za prodajo tega sira. Skozi vas je v tistem času potekala najbolj prometna pot iz Londona v Severno Anglijo, kar je pripomoglo k temu, da se je slava sira ponesla po celi Angliji.

## Postrežba
Stilton v Angliji pogosto ponudijo skupaj z zeleno, velikokrat pa ga dodajo tudi v različne zelenjavne juhe. Sam Stilton ponudijo s kruhom ali slanim pecivom, zraven pa se dobro poda vino Portovec.
Beli Stilton ponudijo skupaj s čokolado ali suhim sadjem, pogosto pa ga dodajo k angleškemu sadnemu pecivu.